# Libatopok
A libatopok vagy nevezik még libaparéjnak, korábban libatalpnak (Chenopodium) a disznóparéjfélék (Amaranthaceae) családjába tartozó növénynemzetség, leírástól függően 100-250, évelő vagy egyéves, lágyszárú növényfajt sorolnak ide. Sok fajuk kozmopolita. Az APG-t megelőző leírások rokon nemzetségeivel együtt a Chenopodiaceae családba sorolják, de az így maradó Amaranthaceae polifiletikus lesz. A disznóparéjféléken belül a Chenopodioideae alcsalád névadó nemzetsége. A Dysphania nemzetség közeli rokon, és számos, korábban a Chenopodium-ba sorolt fajt tartalmaz, köztük a mirrhafüvet (D. ambrosioides).
A libatopok virágpora, különösen az elterjedt fehér libatopé sokakban vált ki allergiás tüneteket, a szénanátha gyakori okozója. Számos libatopfaj gyomnövény, egyesek inváziós fajok.

## Nem teljes fajlista
| - Chenopodium acuminatum Willd. - Chenopodium album – fehér libatop (Chenopodium album) nitrogénben dús, ruderális talajok alakgazdag gyomnövénye. - Chenopodium album ssp. amaranticolor - Chenopodium atrovirens - Chenopodium auricomiforme - Chenopodium auricomum - Chenopodium berlandieri - Chenopodium berlandieri ssp. nuttalliae (Saff.) H.D.Wilson & Heiser - Chenopodium berlandieri var. bushianum - Chenopodium berlandieri var. zschackii - Chenopodium bonus-henricus – parajlibatop - Chenopodium botrys – bárányfarkú libatop vagy mirigyes libatop - Chenopodium bushianum - Chenopodium californicum - Chenopodium capitatum - Chenopodium carinatum R.Br. - Chenopodium chenopodioides - Chenopodium cristatum (F.Muell.) F.Muell. - Chenopodium curvispicatum - Chenopodium desertorum - Chenopodium desertorum ssp. anidiophyllum - Chenopodium desertorum ssp. desertorum - Chenopodium desertorum ssp. microphyllum - Chenopodium desertorum ssp. rectum - Chenopodium desertorum ssp. virosum - Chenopodium desiccatum - Chenopodium erosum R.Br. - Chenopodium ficifolium - Chenopodium foggii - Chenopodium foliosum - Chenopodium fremontii - Chenopodium giganteum D.Don – óriás libatop - Chenopodium glaucum – fakó libatop - Chenopodium helenense Aellen - Chenopodium hians - Chenopodium hircinum Schrad. - Chenopodium humile - Chenopodium hybridum – pokolvarlibatop | - Chenopodium incanum - Chenopodium leptophyllum - Chenopodium melanocarpum - Chenopodium missouriense - Chenopodium multifidum - Chenopodium murale – kőfali libatop - Chenopodium nitrariaceum (F.Muell.) F.Muell. ex Benth. - Chenopodium nuttalliae - Chenopodium oahuense - Chenopodium opulifolium Schrad. ex W.D.J.Koch - Chenopodium pallidicaule – Kañiwa - Chenopodium polyspermum – sokmagvú libatop vagy hegyeslevelű libatop - Chenopodium polyspermum var. acutifolium – hegyeslevelű libatop - Chenopodium pratericola Rydb. - Chenopodium probstii Aellen - Chenopodium pumilio R.Br. - Chenopodium purpurascens - Chenopodium quinoa – kinoa, Dél-Amerika fontos liszt- és kásanövénye. - Chenopodium retusum - Chenopodium rubrum – vörös libatop - Chenopodium salinum - Chenopodium simplex - Chenopodium standleyanum - Chenopodium strictum Roth - Chenopodium subglabrum - Chenopodium suecicum - Chenopodium truncatum - Chenopodium urbicum – faluszéli libatop - Chenopodium × variabile (C. album × C. berlandieri) - Chenopodium vulvaria – büdös libatop - Chenopodium watsonii |

Korábban ide sorolták:
- Dysphania
- Rhagodia baccata (mint C. baccatum)
- Suaeda australis (mint C. australe, C. insulare)

## Galéria

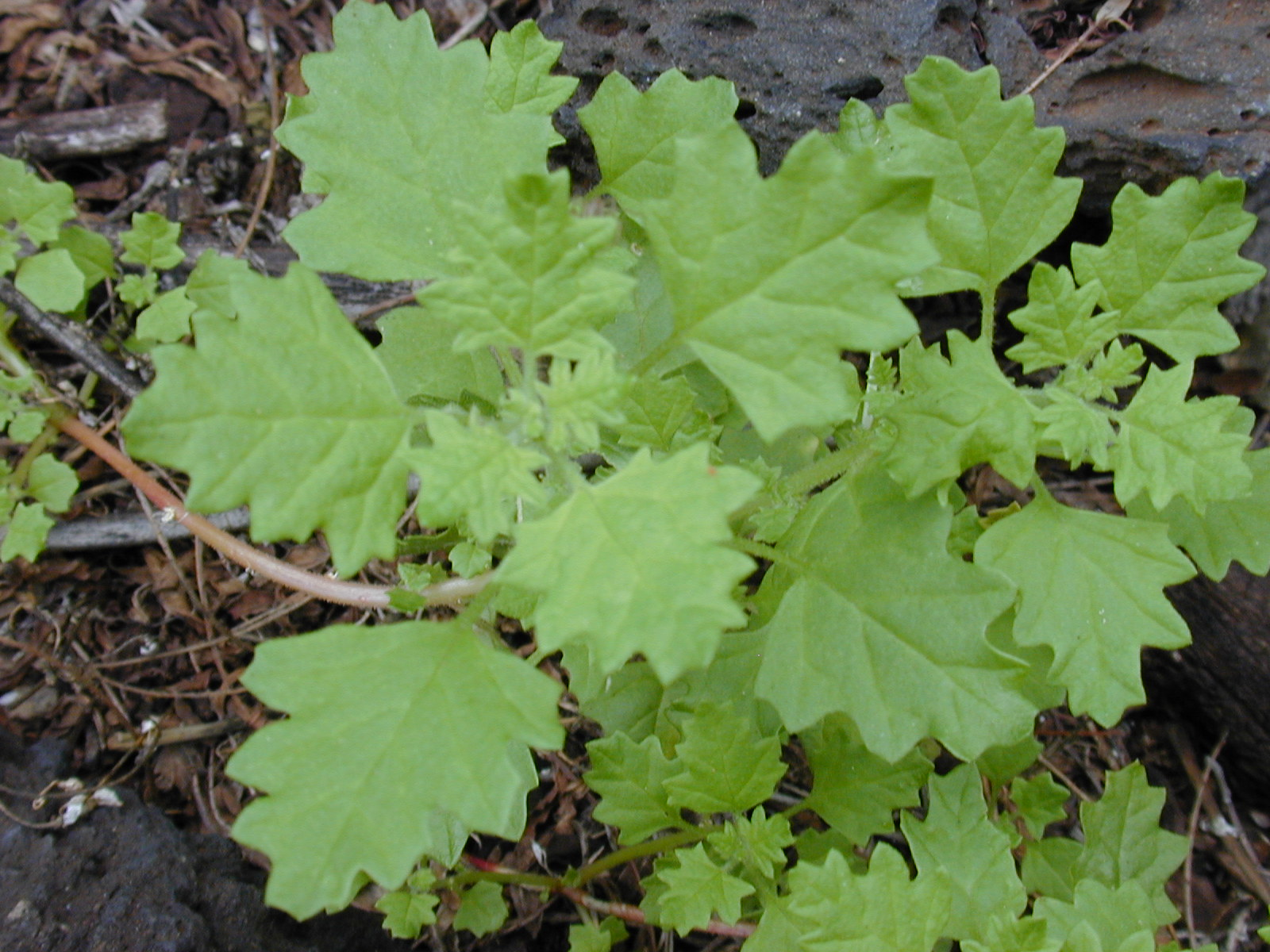
Chenopodium carinatum
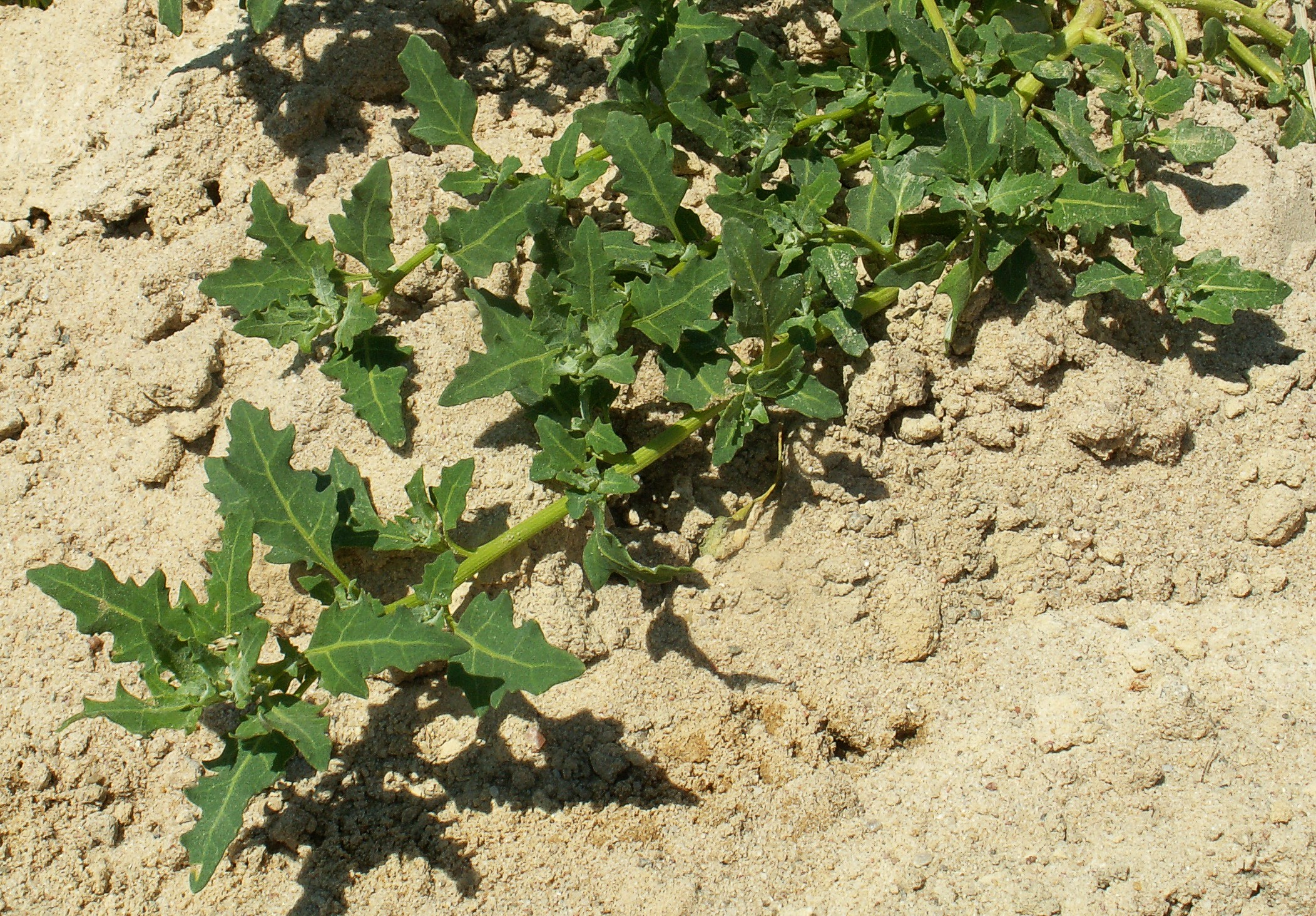
Chenopodium glaucum
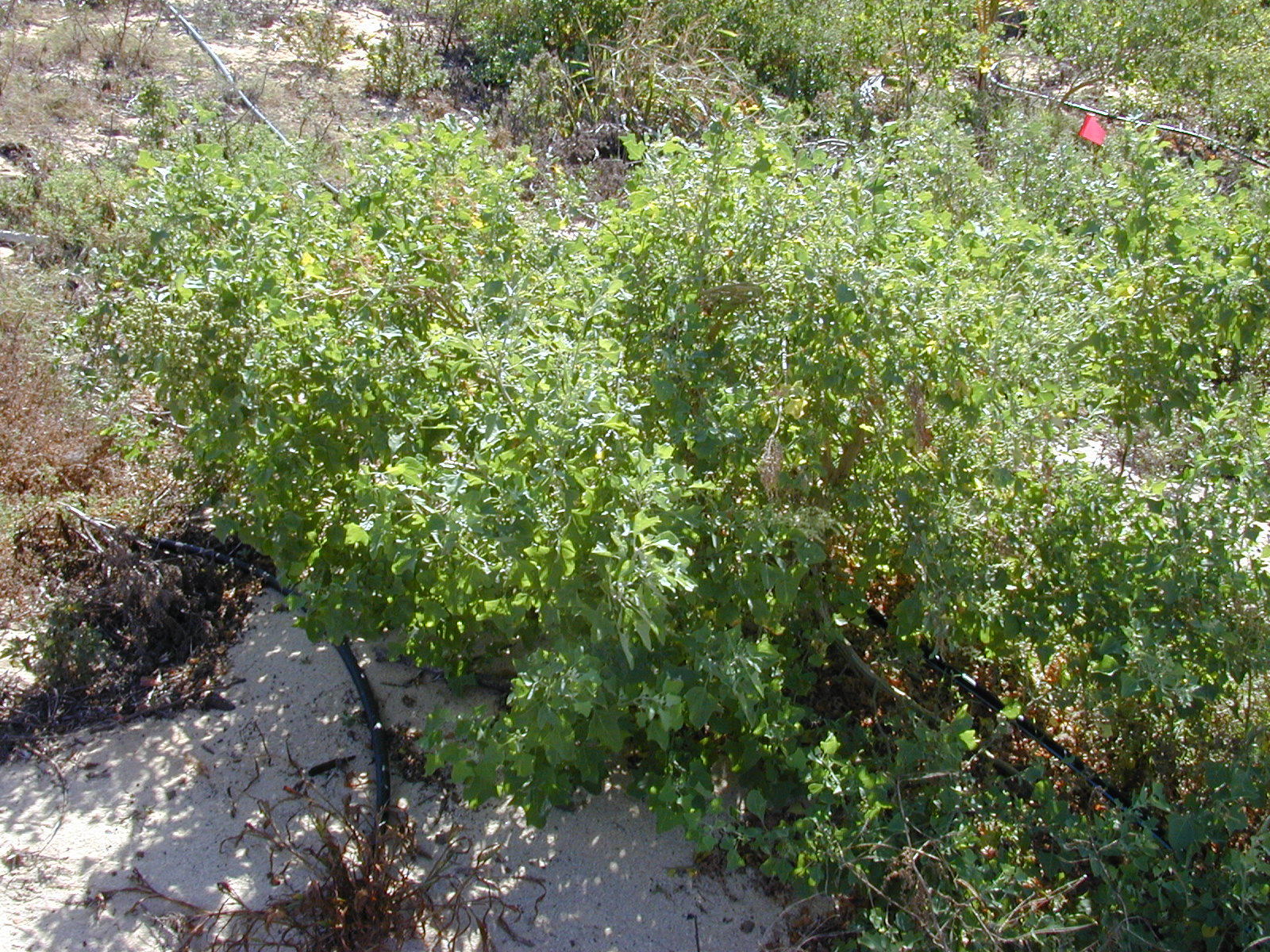
ʻĀheahea (Chenopodium oahuense)
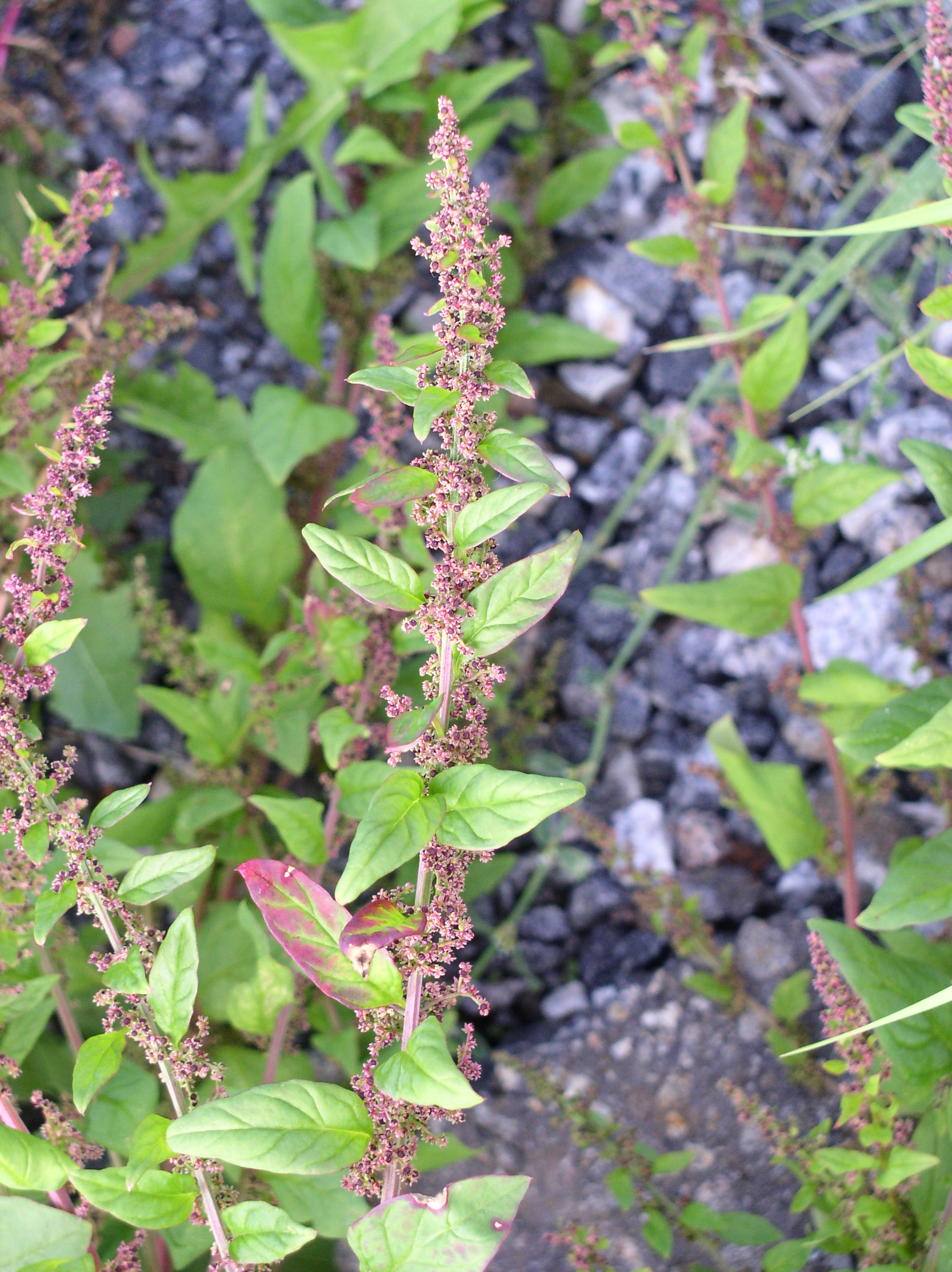
Hegyeslevelű libatop (Chenopodium polyspermum)

## Fordítás
- Ez a szócikk részben vagy egészben a Chenopodium című angol Wikipédia-szócikk ezen változatának fordításán alapul.  Az eredeti cikk szerkesztőit annak laptörténete sorolja fel. Ez a jelzés csupán a megfogalmazás eredetét és a szerzői jogokat jelzi, nem szolgál a cikkben szereplő információk forrásmegjelöléseként.